# Caenomastax insignis
Caenomastax insignis är en insektsart som beskrevs av Morgan Hebard 1923. Caenomastax insignis ingår i släktet Caenomastax och familjen Eumastacidae. Inga underarter finns listade i Catalogue of Life.